# Manonychus unguicularis
Manonychus unguicularis är en skalbaggsart som beskrevs av Moser 1919. Manonychus unguicularis ingår i släktet Manonychus och familjen Melolonthidae. Inga underarter finns listade i Catalogue of Life.